# Unabhängigkeitsdenkmal (Lugano)

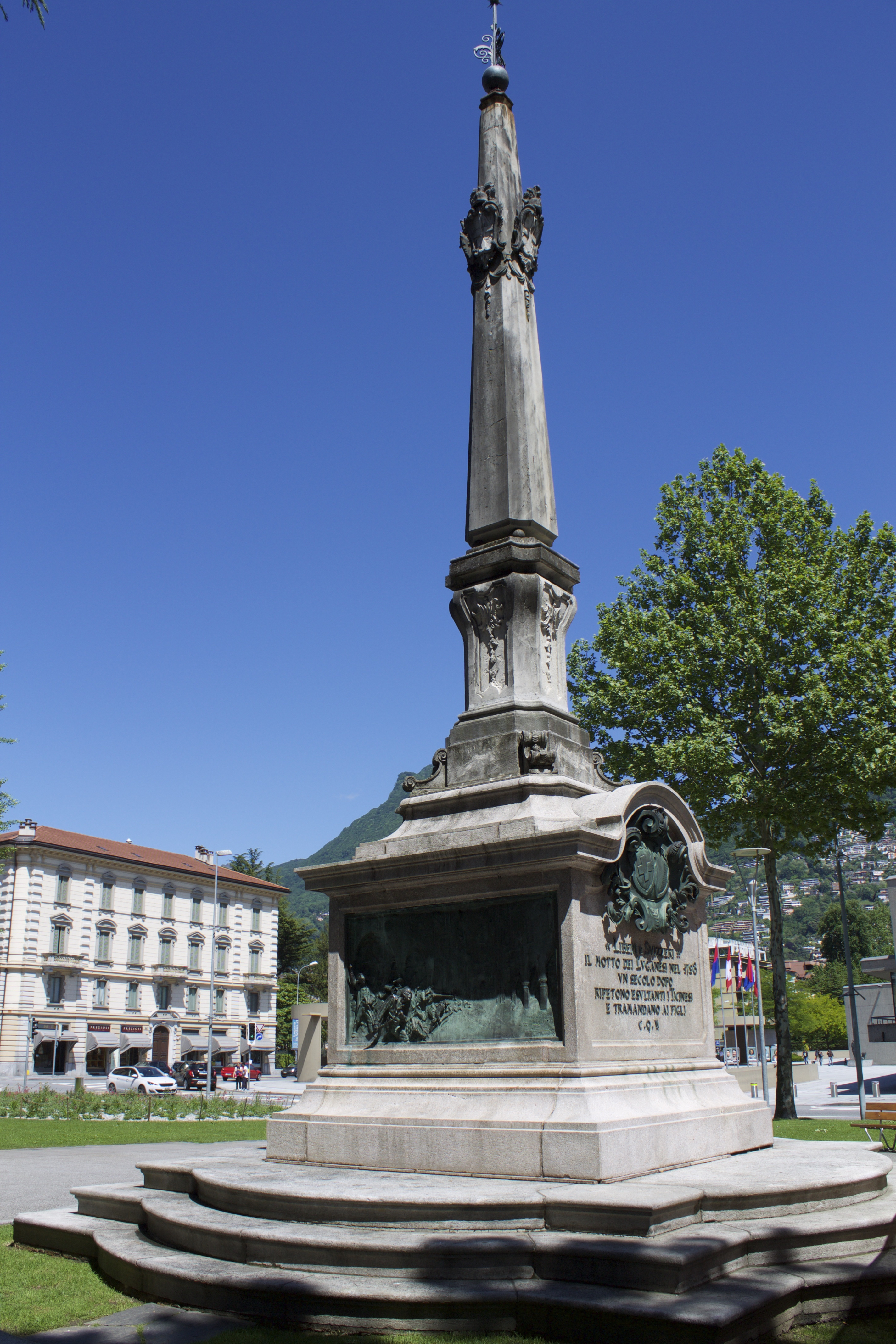
Das Unabhängigkeitsdenkmal (2015)

Das Unabhängigkeitsdenkmal (italienisch Monumento all’Indipendenza) ist ein 1898 eingeweihtes Denkmal in Lugano in der Schweiz. Es erinnert an die Ausrufung der Unabhängigkeit der Vogtei Lugano am 15. Februar 1798.

## Geschichte

### Die Tessiner Unabhängigkeit
Das Tessin war seit seiner Annexion durch die Eidgenossenschaft im 15. und frühen 16. Jahrhundert in verschiedene unselbständige Untertanengebiete unterteilt. Nach Napoleon Bonapartes erfolgreichem Italienfeldzug und der Ausrufung der Cisalpinischen Republik am 29. Juni 1797 in Norditalien drangen die revolutionären Ideen rasch auch ins Tessin, wo sie in zwei gegensätzlichen progressiven Lagern verfingen: Während sich eine vor allem im Sottoceneri vertretene Minderheit von «Philocisalpinen» (italienisch filocisalpini) als Italiener identifizierte und deswegen für den Anschluss des Tessins an die Cisalpinische Republik eintrat, kämpften die «Philohelvetier» (italienisch filoelvetici) für die Abschaffung des Untertanenstatus und Autonomie innerhalb der Eidgenossenschaft. Ihr Motto lautete: «Liberi e Svizzeri» («Frei und Schweizer»).
In Anbetracht der wachsenden Gefahr einer feindlichen Übernahme statteten die eidgenössischen Behörden in Lugano bereits am 30. Juli 1797 ein Freiwilligenkorps mit 500 Gewehren und einer Standarte aus. In der Nacht vom 14. auf den 15. Februar 1798 griffen Cisalpine, von Campione d’Italia über den Luganersee her kommend, die Stadt an. Sechzig Freiwillige unter dem Kommando von Pietro Rossi leisteten ihnen in einer einstündigen Schlacht erbitterten Widerstand und obsiegten schliesslich trotz numerischer Unterlegenheit. Am Nachmittag des 15. Februar errichteten einige hundert Luganesen auf der Piazza Riforma einen Freiheitsbaum und forderten die Unabhängigkeit der Vogtei Lugano, welche die Behörden sogleich gewährten. Diesem Beispiel folgten bis am 4. April auch die übrigen Tessiner Vogteien. Mit der Ausrufung der Helvetischen Republik am 22. April entstanden dann die den anderen gleichgestellten Kantone Bellinzona und Lugano. Der Kanton Tessin wurde hingegen erst mit der Mediationsakte 1803 gegründet, weswegen sich das Unabhängigkeitsdenkmal in Bellinzona auch auf dieses Datum bezieht.

### Der Obelisk

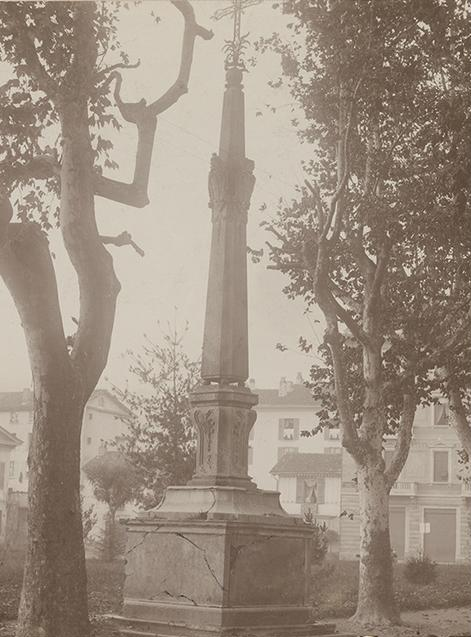
Der Obelisk im Jahr 1897, kurz vor dem Umbau

Auf dem heutigen Unabhängigkeitsplatz (italienisch Piazza Indipendenza, damals Piazza Castello «Schlossplatz») wurde früher der Viehmarkt abgehalten. Der Obelisk wurde bereits 1743 anstelle eines Holzkreuzes errichtet und erfüllte eine religiöse Funktion: Auf seiner Spitze prangte ein schmiedeeisernes Kreuz und in seinem Postament waren mehrere Reliquien untergebracht. 1821 fertigten die Steinmetze Giacomo Cassi und Giuseppe Galli einen neuen Unterbau.

### Säkularisierung und Einweihung
Zur Hundertjahrfeier der Ereignisse von 1798 beschloss die Gemeinde Lugano, den Obelisken zu einem säkularen Denkmal umzufunktionieren. Hierzu wurde er in die Mitte des Platzes versetzt und nach Plänen des Architekten Otto Maraini umgebaut. Die Ausführung des neuen Unterbaus übernahmen die Gebrüder Sassella aus Zürich.  Das Kreuz wurde entfernt. Die Kosten beliefen sich auf etwas über 20'000 Schweizer Franken. Einen grossen Teil davon übernahm die Stadt Lugano. Bedeutende Beiträge leisteten ferner der Bund und der Kanton Tessin. Auch andere Tessiner Gemeinden und Auslandtessiner spendeten.
Die Einweihung fand am Sonntag, 1. Mai 1898 um 12:30 Uhr statt. Regierungspräsident Curzio Curti hielt eine patriotische Rede und übergab das Denkmal der Stadt, in deren Namen es Stadtpräsident Gerolamo Vegezzi dankend in Empfang nahm. Anlässlich des Festes wurde auch der Platz in Piazza Indipendenza umbenannt.
Am 22. Oktober 1899 wurde eine Zeitkapsel mit zeitgenössischen Zeugnissen (u. a. Zeitungen und Fotografien) ins Postament eingelassen.
Otto Maraini soll kurz vor seinem Tod 1944 den Maler Emilio Ferrazzini gebeten haben, das alte Kreuz wieder auf den Obelisk zu setzen.

## Beschreibung
Das Denkmal steht in der Mitte der Piazza Indipendenza, etwa 160 Meter nördlich der Rivetta Guglielmo Tell am Luganersee, und ist insgesamt 14 Meter hoch. Es hat eine dreistufige Krepis, darüber ruht ein Postament, worüber sich der auf allen vier Seiten mit dem Wappen Luganos geschmückte Obelisk erhebt. Ursprünglich war es von einem fein gearbeiteten Geländer umgeben.
Das zentrale Element ist das von Otto Maraini entworfene Postament. Auf der einen Seitenfläche ist eine bronzene Kartusche mit den Wappen der Schweiz und der Stadt Lugano angebracht. Darunter steht die von Giovanni Anastasi verfasste Inschrift:

«LIBERI E SVIZZERI»
IL MOTTO DEI LUGANESI NEL 1798
UN SECOLO DOPO
RIPETONO ESULTANTI I TICINESI
E TRAMANDANO AI FIGLI
C. Q. M.

„Frei und Schweizer, das Motto der Luganesen im Jahre 1798, ein Jahrhundert später wiederholen es die Tessiner jubelnd und vererben es ihren Söhnen weiter.“

Auf der gegenüberliegenden Seite steht die Inschrift:

“ERETTO DALLA CITTÀ DI LUGANO
COL CONCORSO
DELLA CONFEDERAZIONE SVIZZERA
DELLO STATO E DEI COMUNI DEL TICINO
E DELLE COLONIE TICINESI
DI SAN FRANCISCO BUENOS AYRES ROSARIO ECC”

„Errichtet von der Stadt Lugano, mit Unterstützung der Schweizer Eidgenossenschaft, des Kantons und der Gemeinden des Tessin und der Tessiner Kolonien in San Francisco, Buenos Aires, Rosario etc.“

Auf den Hauptflächen sind zwei je 2,10 × 1,10 Meter grosse Bronzereliefs angebracht. Beide gingen aus einem 1897 ausgeschriebenen Wettbewerb hervor, an dem drei Künstler mit sieben Entwürfen teilnahmen, und wurden 1898 ausgeführt. Das eine mit dem Titel «Die Unruhen im Februar 1798» (italienisch I moti del febbraio 1798) stammt von Luigi Vassalli und zeigt den Kampf zwischen den Cisalpinen und dem luganesischen Freiwilligenkorps in einer Strasse mit Arkaden in Lugano. Es ist unten rechts mit «L. VASSALLI» signiert. Das zweite Relief trägt den Titel «Der Freiheitsbaum» (italienisch L'albero della libertà) und ist ein Werk von Ampellio Regazzoni. Es zeigt die Errichtung des Freiheitsbaums auf der Piazza Riforma und ist unten rechts mit «AMPELLIO REGAZZONI 1898» signiert.

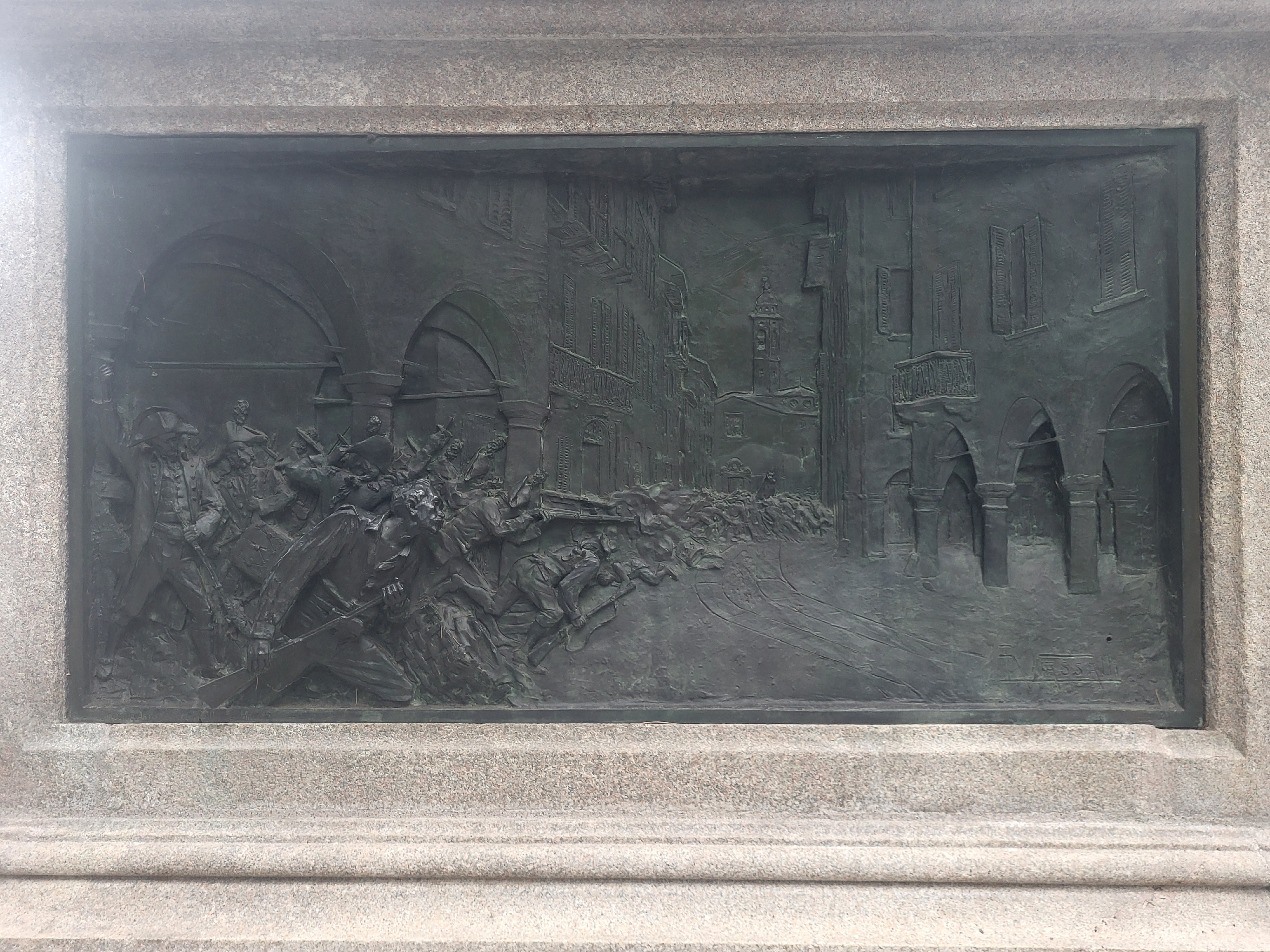
Die Unruhen im Februar 1798, Luigi Vassalli
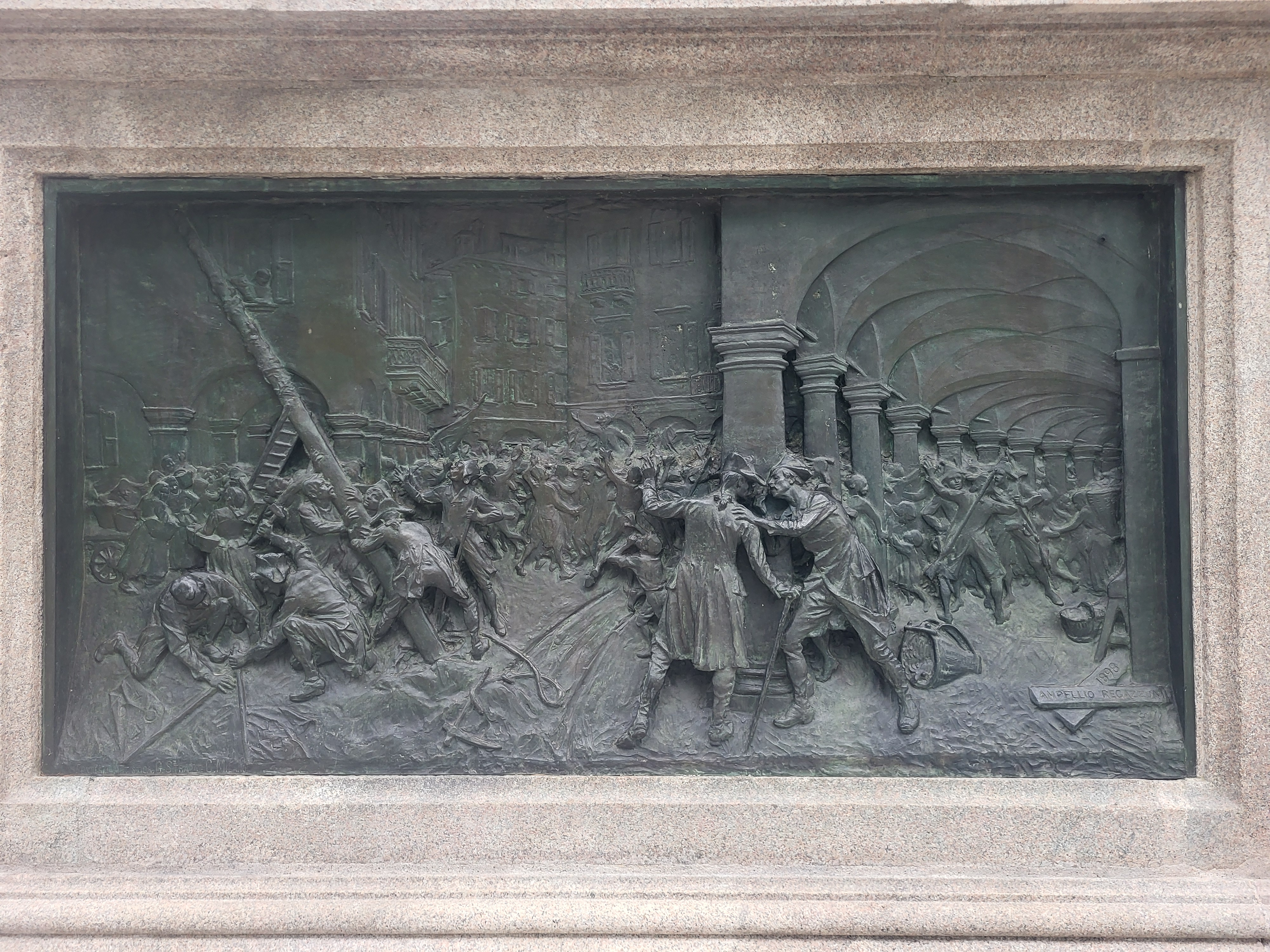
Der Freiheitsbaum, Ampellio Regazzoni